# Cobot

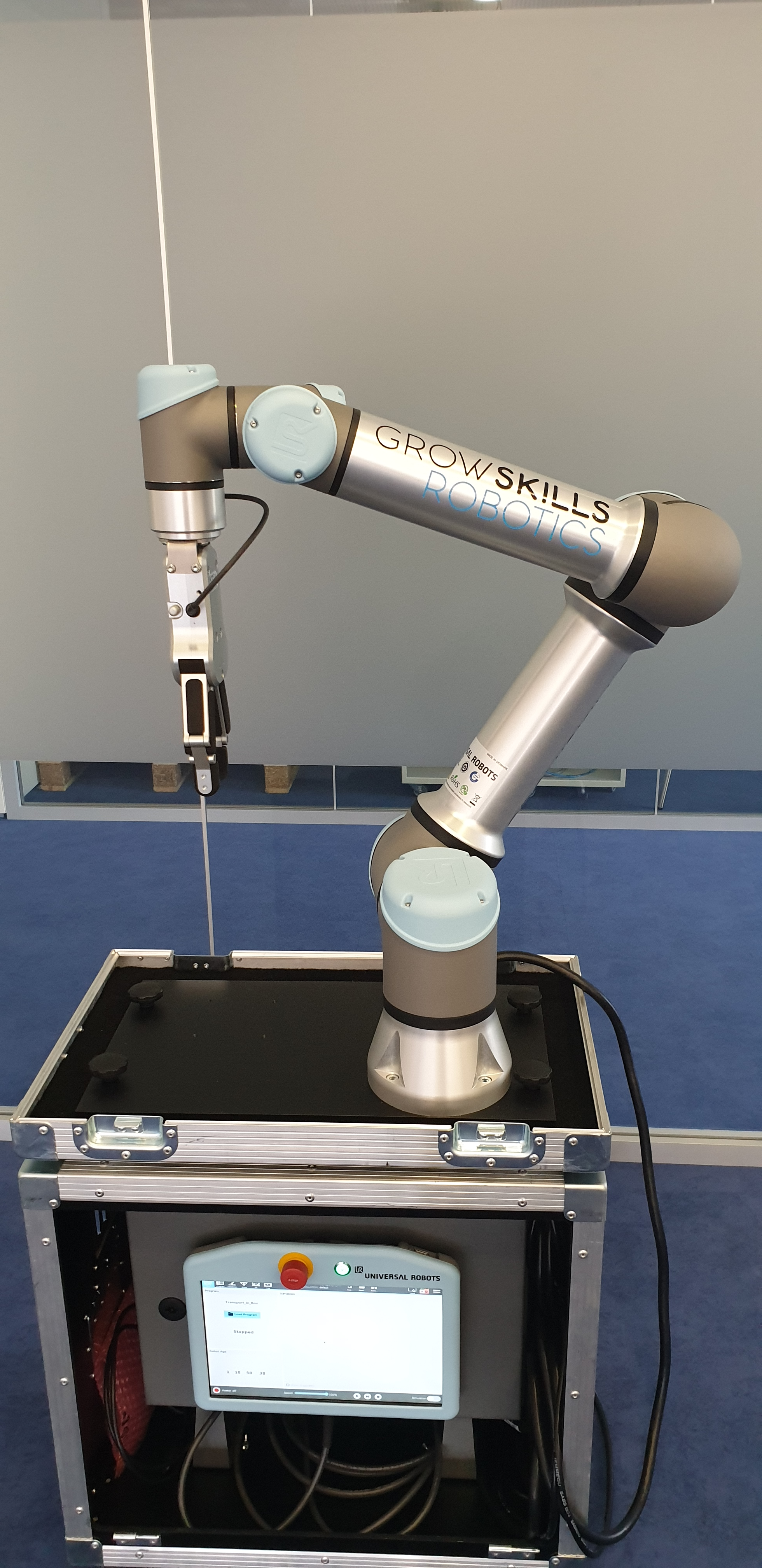
Grazie ai propri sensori, i robot collaborativi (cobots) sono in grado di interagire direttamente e in sicurezza con gli esseri umani.

Un cobot o co-robot (derivante da " collaborative robot ") è un robot concepito per interagire fisicamente con l’uomo in uno spazio di lavoro. Ciò trasmette un contrasto della maggior parte dei robot industriali adottati fino al 2008, i quali erano progettati per operare in maniera autonoma o con una guida limitata e protetti da barriere.

## Storia
I cobot vennero inventati nel 1996 da J. Edward Colgate e Michael Peshkin, professori alla Northwestern University. Un brevetto statunitense, depositato nel 1997, descrive i cobot come “un apparato e un metodo per l’interazione fisica diretta tra una persona e un manipolatore controllato da un computer".
I cobot sono il risultato di un’iniziativa del 1994 della General Motors guidata da Prasad Akella del GM Robotics Center e di una ricerca sovvenzionata dalla General Motors Foundation del 1995, finalizzata a trovare un modo per rendere i robot o le attrezzature simili ai robot sicure al punto da poter collaborare con le persone. I primi cobot erano sicuri per l’uomo dato che non avevano alcuna fonte interna di forza motrice. Al contrario, la forza motrice veniva fornita direttamente dall'assistente umano. La funzione del cobot era quindi quella di consentire il controllo del movimento da parte del computer, re-indirizzando o guidando il carico, in modo cooperativo con il lavoratore umano. Negli anni a seguire anche i cobot erano così dotati di piccole quantità di forza motrice.
Il team di General Motors ha utilizzato il termine Intelligent Assistant Device (IAD) come alternativa al cobot, specialmente nell’ambito del trasporto di materiali industriali e delle operazioni di assemblaggio nel settore automobilistico. Una bozza di standard di sicurezza per l’Intelligent Assist Devices è stata pubblicata nel 2002. Una versione aggiornata dello standard di sicurezza è stata pubblicata nel 2016..
La Cobotics (acquisita nel 2003 dalla Stanley Assembly Technologies) ha rilasciato diversi modelli di cobot nel 2002.
KUKA, azienda tedesca pioniera nel campo della robotica industriale, ha lanciato il suo primo cobot, LBR 3, nel 2004. Questo robot leggero controllato da computer è stato il risultato di una lunga collaborazione con l’Istituto Aerospaziale tedesco. KUKA inoltre ha perfezionato ulteriormente la propria tecnologia, distribuendo il KUKA LBR 4 nel 2008 e il KUKA LBR nel 2013.
Universal Robots ha lanciato il suo primo cobot UR5 nel 2008. Nel 2012 ha poi lanciato il cobot UR10, seguito dal più piccolo, e con un payload minore, UR3 nel 2015 e l'ultimo della serie UR20 con capacita di carico fino a 20 Kg nel 2022.
FANUC, importante produttore di robot industriali, ha rilasciato il suo primo robot collaborativo nel 2015, il FANUC CR-35iA con un carico fino a 35 kg. Da allora FANUC ha distribuito una linea più piccola di robot collaborativi includendo il FANUC CR-4iA, il CR-7iA e la versione con il braccio lungo CR-7/L.
L'azienda ABB nel 2015 ha rilasciato YuMi, il primo robot collaborativo a doppi bracci.

## Quali sono le differenze tra un cobot e un robot industriale?
La differenza principale che separa entrambi i robot è che il robot industriale tradizionale funziona in modo massiccio e di solito viene mantenuto in una posizione fissa. D'altra parte, il cobot o robot collaborativo è compatto e occupa poco spazio, il che ci permette di collocarlo facilmente in luoghi diversi. Va soprattutto notato che i cobot sono progettati per lavorare e anche per interagire con le persone, in uno spazio di lavoro condiviso.
La tecnologia di oggi ci dà la possibilità di programmarli in modo semplice e intuitivo, in modo che la maggior parte degli operatori che lavorano con loro possano dare le relative indicazioni. La programmazione dei robot tradizionali, tuttavia, dipende dal loro fornitore. La sicurezza è un'altra importante differenza tra i cobot e i robot industriali convenzionali. I primi sono dotati di sensori che si fermano automaticamente se rilevano un elemento alieno o un'ostruzione.
Inoltre, non è necessario installare barriere di sicurezza intorno ad esse.  Nel caso dei robot industriali, invece, poiché lavorano in modo massiccio e molto forte, oltre al loro grande peso, devono essere protetti con barriere di sicurezza che fungono da protezione per gli operatori.

## Evoluzione dei cobot nel settore
Da quando sono stati progettati nel 1996, i robot collaborativi hanno conosciuto una grande crescita nel settore dell'automazione industriale. Settori come l'industria automobilistica, chimica, elettronica e delle materie plastiche li hanno già incorporati nei loro processi grazie ai grandi vantaggi che offrono, soprattutto nel lavoro a catena ripetitivo. Con il passare del tempo, i cobot stanno gradualmente abbandonando le loro posizioni tradizionali nel settore aeronautico e automobilistico e si stanno facendo strada nell'industria logistica e alimentare.

## Quali operazioni può eseguire un cobot?
I cobot possono ripetere lo stesso movimento più e più volte per ore con la massima precisione. Il suo grado di ripetibilità è di +/-0,03 mm, e non può essere paragonato ad alcuna capacità umana. Sono in grado di eseguire operazioni non ergonomiche, liberando così gli operatori dai rischi per la salute associati a posture forzate, movimenti ripetitivi, movimentazione manuale dei carichi e applicazione di forze ad un determinato compito. Per le operazioni a basso valore aggiunto che non richiedono l'intervento umano diretto, i cobot sono lo strumento perfetto. Essi manterranno il loro grado di precisione e accuratezza, lasciando altre funzioni più specifiche per i lavoratori.

## Norme e organizzazione
Durante la revisione e la riorganizzazione degli standard rilevanti per i robot industriali, è stata stabilita anche l’area dei robot collaborativi. La nuova norma EN ISO 10218 e la specifica ISO/TS 15066 hanno definito i requisiti di sicurezza per i robot collaborativi. In tale contesto, la definizione di robot collaborativo comprende sia gli strumenti adattati sul braccio per eseguire determinati compiti che gli oggetti da quest’ultimo movimentati.
Una cooperazione ravvicinata o il contatto diretto tra l’operatore e il robot può comportare l’insorgere del rischio di collisione. Di conseguenza, la valutazione del rischio eseguita dal produttore del robot deve anche comprendere il luogo di lavoro industriale previsto. La norma EN ISO 10218 pone le basi per la valutazione del rischio, unitamente alla Direttiva Macchine.